# Liga de Campeones de voleibol masculino de 2001-02
La Liga de Campeones de voleibol masculino de 2001-02 fue la 43° edición de la historia de la competición organizada por la CEV entre el 4 de diciembre de 2001 y el 24 de marzo de 2002. La Final Four se disputó en la ciudad polaca de Opole donde el equipo italiano del Lube Macerata ganó su primera Liga de Campeones.

## Equipos participantes
En la edición de la Liga de Campeones de 2001-02 participan 16 equipos; dos equipos proveniente de los mejores cinco federaciones de Europa y una para las siguientes seis.
| País     | Plazas | Equipos                          |
| Italia   | 2      | Lube Macerata y Sisley Treviso   |
| Rusia    | 2      | MGTU Moscú y Lokomotiv Izumrud   |
| Grecia   | 2      | Olympiacos Pireo y Iraklis VC    |
| Turquía  | 2      | Estambul BB y Arcelik Estambul   |
| Francia  | 2      | Tours Volley-Ball y París Volley |
| Polonia  | 1      | ZAKSA Kędzierzyn-Koźle           |
| España   | 1      | Uncaja Almería                   |
| Bulgaria | 1      | Levski Sofia                     |
| Bélgica  | 1      | Noliko Maaseik                   |
| Alemania | 1      | VfB Friedrichshafen              |
| Austria  | 1      | HotVolleys Viena                 |

## Fase de grupos

### Fórmula
Los equipos fueron sorteados en cuatro grupo de cuatro; equipo del mismo país no pueden estar en el mismo grupo.
En la fase de grupos los equipo reciben dos puntos por cada victoria y un punto por cada derrota cualquier sea el resultado del partido; los dos primeros equipos de cada grupo se califican para la siguiente ronda. El primer criterio de desempate es el ratio/set y luego el ratio/puntos.

|  | Equipos clasificados para los Playoff de la Liga de Campeones 2001-02. |
|  | Equipos eliminados de la competición.                                  |

### Grupo A
| Pos. | Equipo            | Pt | G | P | SG | SP | Ratio | PG  | PP  | Ratio |
| ---- | ----------------- | -- | - | - | -- | -- | ----- | --- | --- | ----- |
| 1.   | Iraklis VC        | 10 | 4 | 2 | 16 | 8  | 2.000 | 568 | 509 | 1.116 |
| 2.   | Noliko Maaseik    | 10 | 4 | 2 | 14 | 11 | 1.273 | 557 | 540 | 1.031 |
| 3.   | París Volley      | 8  | 2 | 4 | 11 | 15 | 0.733 | 569 | 571 | 0.996 |
| 4.   | Lokomotiv Izumrud | 8  | 2 | 4 | 9  | 16 | 0.563 | 493 | 567 | 0.869 |

|     | Ira | Maa | Par | Izu |
| --- | --- | --- | --- | --- |
| Ira | -   | 3-1 | 3-0 | 2-3 |
| Maa | 3-2 | -   | 1-3 | 3-1 |
| Par | 1-3 | 2-3 | -   | 2-3 |
| Izu | 0-3 | 0-3 | 2-3 | -   |

### Grupo B
| Pos. | Equipo           | Pt | G | P | SG | SP | Ratio | PG  | PP  | Ratio |
| ---- | ---------------- | -- | - | - | -- | -- | ----- | --- | --- | ----- |
| 1.   | Kędzierzyn-Koźle | 11 | 5 | 1 | 15 | 9  | 1.667 | 535 | 504 | 1.062 |
| 2.   | Olympiacos Pireo | 10 | 4 | 2 | 14 | 9  | 1.556 | 541 | 496 | 1.091 |
| 3.   | Levski Sofia     | 8  | 2 | 4 | 11 | 15 | 0.733 | 540 | 590 | 0.915 |
| 4.   | HotVolleys Viena | 7  | 1 | 5 | 9  | 16 | 0.563 | 539 | 565 | 0.954 |

|     | KeK | Oly | Lev | Vie |
| --- | --- | --- | --- | --- |
| KeK | -   | 3-0 | 3-1 | 3-0 |
| Oly | 3-0 | -   | 3-1 | 3-0 |
| Lev | 2-3 | 3-1 | -   | 3-2 |
| Vie | 2-3 | 2-3 | 3-1 | -   |

### Grupo C
| Pos. | Equipo              | Pt | G | P | SG | SP | Ratio | PG  | PP  | Ratio |
| ---- | ------------------- | -- | - | - | -- | -- | ----- | --- | --- | ----- |
| 1.   | Lube Macerata       | 11 | 5 | 1 | 16 | 7  | 2.286 | 546 | 474 | 1.152 |
| 2.   | VfB Friedrichshafen | 10 | 4 | 2 | 14 | 11 | 1.273 | 595 | 569 | 1.046 |
| 3.   | Uncaja Almería      | 9  | 3 | 3 | 12 | 11 | 1.091 | 515 | 522 | 0.987 |
| 4.   | Arcelik Estambul    | 6  | 0 | 6 | 5  | 18 | 0.278 | 462 | 553 | 0.835 |

|     | Mac | Fri | Alm | ArE |
| --- | --- | --- | --- | --- |
| Mac | -   | 1-3 | 3-0 | 3-0 |
| Fri | 1-3 | -   | 3-2 | 3-1 |
| Alm | 1-3 | 3-1 | -   | 3-0 |
| ArE | 2-3 | 1-3 | 1-3 | -   |

### Grupo D
| Pos. | Equipo            | Pt | G | P | SG | SP | Ratio | PG  | PP  | Ratio |
| ---- | ----------------- | -- | - | - | -- | -- | ----- | --- | --- | ----- |
| 1.   | MGTU Moscú        | 11 | 5 | 1 | 15 | 6  | 2.500 | 541 | 485 | 1.115 |
| 2.   | Tours Volley-Ball | 10 | 4 | 2 | 14 | 7  | 2.000 | 512 | 467 | 1.096 |
| 3.   | Sisley Treviso    | 9  | 3 | 3 | 12 | 10 | 1.200 | 534 | 500 | 1.068 |
| 4.   | Estambul BB       | 6  | 0 | 6 | 0  | 18 | 0.000 | 327 | 462 | 0.708 |

|     | Mos | Tou | Tre | Est |
| --- | --- | --- | --- | --- |
| Mos | -   | 3-1 | 3-1 | 3-0 |
| Tou | 3-0 | -   | 3-1 | 3-0 |
| Tre | 1-3 | 3-1 | -   | 3-0 |
| Est | 0-3 | 0-3 | 0-3 | -   |

## Fase Final

### Cuadro
|  | Playoff                |   |   |
|  |                        |   |   |
|  | VfB Friedrichshafen    | 3 | 1 |
|  | Kędzierzyn-Koźle (ddp) | 1 | 3 |
|  |                        |   |   |
|  | MGTU Moscú             | 0 | 3 |
|  | Olympiacos Pireo       | 3 | 2 |
|  |                        |   |   |
|  | Lube Macerata          | 2 | 3 |
|  | Noliko Maaseik         | 3 | 0 |
|  |                        |   |   |
|  | Iraklis VC             | 3 | 3 |
|  | Tours VB               | 0 | 0 |

|  | Semifinal        | Semifinal     |   |                        | Final            | Final |  |
|  |                  |               |   |                        |                  |       |  |
|  |                  |               |   |                        |                  |       |  |
|  | Kędzierzyn-Koźle | 1             |   |                        |                  |       |  |
|  | Olympiacos Pireo | 3             |   |                        |                  |       |  |
|  |                  |               |   |                        |                  |       |  |
|  |                  |               |   |                        |                  |       |  |
|  |                  |               |   |                        | Olympiacos Pireo | 1     |  |
|  |                  | Lube Macerata | 3 |                        |                  |       |  |
|  |                  |               |   |                        |                  |       |  |
|  |                  |               |   |                        |                  |       |  |
|  |                  |               |   |                        | Tercer Lugar     |       |  |
|  |                  |               |   |                        |                  |       |  |
|  | Lube Macerata    | 3             |   | ZAKSA Kędzierzyn-Koźle | 2                |       |  |
|  | Iraklis VC       | 2             |   |                        | Iraklis VC       | 3     |  |

### Playoff
Los equipos que participan en la fase de playoff se enfrentan en una eliminatorias a doble partido donde cada equipo ganador de un grupo se enfrenta a uno de los segundos de otros grupos: el equipo que gana el mayor número de set se clasifica para la siguiente ronda. En la eventualidad que ambos equipos se hayan llevado el mismo número de set el equipo con la mejor diferencia entre puntos ganados y perdidos gana la eliminatoria. 
| Ida - 13 de febrero                                                 | Vuelta - 20 de febrero                                              |
| ------------------------------------------------------------------- | ------------------------------------------------------------------- |
| Friedrichshafen - Kędzierzyn-Koźle 3-1 (30-32, 25-23, 28-26, 25-22) | Kędzierzyn-Koźle - Friedrichshafen 3-1 (25-21, 20-25, 25-20, 25-17) |
| MGTU Moscú - Olympiacos Pireo 0-3 (23-25, 23-25, 24-26)             | Olympiacos - MGTU Moscú 2-3 (25-16, 25-17, 21-25, 18-25, 12-15)     |
| Macerata - Maaseik 2-3 (25-17, 25-22, 21-25, 22-25, 14-16)          | Masseik - Macerata 0-3 (22-25, 24-26, 19-25)                        |
| Iraklis - Tours 3-0 (25-21, 25-17, 25-22)                           | Tours - Iraklis 0-3 (18-25, 24-26, 21-25)                           |

### Final Four
En la final Four se disputan a partido único las dos semifinales y las finales por el título y por el 3/4 puesto. Fue organizada entre el 23 y el 24 de marzo en la ciudad polaca de Opole  y el Lube Macerata de Italia se coronó campeón por primera vez en su historia derrotando por 3-1 los griegos del Olympiacos Pireo.
| Fecha       | Partido                             | Resultado                               |
| ----------- | ----------------------------------- | --------------------------------------- |
| 23 de marzo | Kędzierzyn-Koźle - Olympiacos Pireo | 1-3 (23-25, 26-24, 23-25, 23-25)        |
| 23 de marzo | Macerata - Iraklis                  | 3-2 (15-25, 25-18, 25-20, 20-25, 15-11) |

| Fecha       | Partido                    | Resultado                               |
| ----------- | -------------------------- | --------------------------------------- |
| 24 de marzo | Kędzierzyn-Koźle - Iraklis | 2-3 (27-25, 25-23, 22-25, 29-31, 10-15) |

| Fecha       | Partido                     | Resultado                        |
| ----------- | --------------------------- | -------------------------------- |
| 24 de marzo | Olympiakos Pireo - Macerata | 1-3 (18-25, 22-25, 29-27, 23-25) |

### Campeón
| Campeón de la Liga de Campeones de 2001-02 |
| ------------------------------------------ |
| Lube Macerata 1º Título                    |